# Beersel
Beersel es un municipio belga perteneciente a la provincia de Brabante Flamenco, en la circunscripción de Halle-Vilvoorde
A 1 de enero de 2018 tiene 25 069 habitantes.
Se sitúa en la periferia meridional de Bruselas, entre la Región de Bruselas-Capital y la Región Valona.

## Subdivisiones
Comprende los siguientes deelgemeentes:
| # | Nombre    | Extensión | Población (2002) |
| - | --------- | --------- | ---------------- |
| 1 | Beersel   | 6,3       | 5.444            |
| 2 | Lot       | 5,1       | 4.303            |
| 3 | Alsemberg | 6,2       | 5.377            |
| 4 | Dworp     | 9,6       | 5.319            |
| 5 | Huizingen | 2,8       | 2.988            |

## Demografía

### Evolución
Todos los datos históricos relativos al actual municipio, el siguiente gráfico refleja su evolución demográfica, incluyendo municipios después de efectuada la fusión el 1 de enero de 1977.
| Gráfica de evolución demográfica de Beersel entre 1846 y 2020 |
|                                                               |